# Phalaropus
Phalaropus – rodzaj ptaków z podrodziny brodźców (Tringinae) w rodzinie bekasowatych (Scolopacidae).

## Występowanie
Rodzaj Phalaropus obejmuje gatunki zamieszkujące brzegi zbiorników wodnych tundry w Ameryce Północnej i Eurazji, a zimujące na morskich wybrzeżach lub na pełnym morzu.

## Morfologia
Długość ciała 18–22 cm, rozpiętość skrzydeł 31–40 cm; masa ciała 20–77 g. Samice są większe od samców; u płatkonoga szydłodziobego o 10%, u płaskodziobego o 20%. Ubarwienie w sezonie lęgowym z elementami czerwieni, bieli, szarości, czerni; miejscami płowe. Posiadają cienkie dzioby i duże oczy. Palce pokryte są płatkami skórnymi, skok bocznie spłaszczony.

## Pożywienie
Żerują w płytkiej wodzie, na wybrzeżu lub wzdłuż linii wodorostów wyrzuconych przez wodę. Żywią się głównie owadami, przeważnie są to ochotkowate i komarowate. Prócz tego zjadają chruściki, ślimaki, plankton, meduzy, bardzo małe ryby i skorupiaki. Płatkonóg płaskodzioby niekiedy zbiera pasożyty z grzbietów waleni. Jeżeli żerują na wodzie, przed zebraniem pożywienia zataczają w niej koło, przez co organizmy w niej przebywające wypływają.

## Lęgi
Płatkonogi gniazdują zarówno samotnie, jak i w kolonii. Cechą charakterystyczną jest barwniejsze ubarwienie samic, które także tokują. Wybierają miejsce na gniazdo, lecz prawdopodobnie to samce je przygotowują. Samice przylatują na tereny lęgowe w czerwcu, wcześniej od samców, lecz niekiedy już z nimi. Tworzone pary nie są zbyt trwałe, lecz ptaki je tworzące nie oddalają się od siebie. 
W lęgu zazwyczaj cztery jaja, o kształcie od owalnego do gruszkowatego; barwa oliwkowopłowa, występują czarne lub brązowe plamy. Masa jaja wynosi 6–9 gramów. Składane są w odstępie 24–30 godzin. Jeżeli samica po złożeniu jaj napotka inne samce w otoczeniu, może z nimi kopulować i założyć kolejny lęg. Inkubacja trwa 16–24 dni, młode są zagniazdownikami, po 3–6 godzinach od wyklucia opuszczają gniazdo mieszczące się w kępie roślin w pobliżu wody. Opiekuje się nimi wyłącznie samiec, który ogrzewa je i nadzoruje. Młode są w pełni opierzone po 18–21 dniach od wyklucia.

## Systematyka

### Etymologia
- Phalaropus: gr. φαλαρις phalaris, φαλαριδος phalaridos „niezidentyfikowany ptak wodny”, najprawdopodobniej łyska, od φαλος phalos „biały”; πους pous, ποδος podos „stopa”[7].
- Crymophilus: gr. κρυμος krumos „mróz, śnieg”, od κρυος kruos, κρυεος krueos „mróz”; φιλος philos „miłośnik”[8]. Gatunek typowy: Tringa fulicaria Linnaeus, 1758.
- Lobipes: późnołac. lobus – „płat”, od gr. λοβος lobos „płat”; łac. pes, pedis „stopa”, od gr. πους pous, ποδος podos „stopa”[9]. Gatunek typowy: Tringa hyperborea Linnaeus, 17566 (= Tringa lobata Linnaeus, 1758).
- Amblyrhynchus: gr. αμβλυς amblus „tępy”, od αμβλυνω amblunō „stępić”; ῥυγχος rhunkhos „dziób”[10]. Gatunek typowy: Tringa glacialis J.F. Gmelin, 1789 (= Tringa fulicaria Linnaeus, 1758).

### Podział systematyczny
Do rodzaju należą następujące gatunki:
- Phalaropus lobatus (Linnaeus, 1758) – płatkonóg szydłodzioby
- Phalaropus fulicarius (Linnaeus, 1758) – płatkonóg płaskodzioby